# Alforjas
Alforjas — вимерлий рід верблюдових, ендемічний для Північної Америки. Вони жили в пізньому міоцені 10,3—5,3 млн років тому, проіснувавши приблизно 5 мільйонів років.
Альфорхас відрізняється від Pleiolama, Hemiauchenia, Palaeolama та Lama більшою висотою тім'я, більшим розміром та довшою мордою.
Скам'янілості виявлено на території США та Мексики.